# Kang Kyung-ho
Kang Kyung-ho (hangŭl (강경호?); Pusan, 9 settembre 1987) è un lottatore di arti marziali miste sudcoreano.
Combatte nella categoria dei pesi gallo per la promozione statunitense UFC.

## Caratteristiche tecniche
Kang è principalmente un grappler e fa buon uso della sua stazza e della sua tecnica nel judo per portare a terra l'avversario dal clinch e controllarlo con un posizionamento dall'alto asfissiante.

## Carriera nelle arti marziali miste
Nel luglio 2012 venne annunciato che Kang aveva firmato un contratto con l'UFC, per competere nella divisione dei pesi gallo.

### Ultimate Fighting Championship
Kang avrebbe dovuto esordire contro Alex Caceres il 10 novembre 2012 all'evento UFC on Fuel TV: Franklin vs. Le. Tuttavia, un infortunio costrinse Kang a ritirarsi dalla card ed il sudcoreano fu quindi sostituito dal giapponese Motonobu Tezuka.
Dopo il recupero del lottatore asiatico, il match contro Caceres si tenne finalmente il 3 marzo 2013 a UFC on Fuel TV: Silva vs. Stann. Inizialmente Caceres vinse l'incontro per decisione non unanime, ma il risultato fu cambiato in un no-contest dopo che lo statunitense risultò positivo alla marijuana in un test anti-droga.
Il 31 agosto affrontò Chico Camus all'evento UFC 164, venendo sconfitto a gran sorpresa tramite decisione unanime (29–28, 29–28, 30–27).
Nel suo prossimo incontro, datato 4 gennaio 2014, combatté il giapponese Shunichi Shimizu in occasione di UFC Fight Night: Saffiedine vs. Lim. Kang ottenne la sua prima vittoria in UFC sconfiggendo il nemico con un triangolo di braccio nel corso della terza ripresa.
Era in procinto di sfidare Chris Holdsworth il 24 maggio a UFC 173, ma un ennesimo infortunio lo costrinse a ritirarsi. Fu sostituito dal suo vecchio avversario Chico Camus.
Tornò in azione sull'ottagono il 20 settembre per combattere Michinori Tanaka a UFC Fight Night 52. Vinse l'incontro tramite decisione non unanime, oltre a ricevere il bonus Fight of the Night per la prestazione offerta nel match.